# マートラ (小惑星)
マートラ (1513 Mátra) は、小惑星帯の小惑星。フローラ族に近い軌道を持つが、フローラ族に含まれるかどうかははっきりしない。
1940年にクリン・ジェルジュが、ブダペストのコンコリー天文台で発見した。

## 名称
コンコリー天文台の観測拠点がある、ハンガリー北部のマートラ山に因む。
命名は1980年2月の小惑星回報（MPC 5182）で公表された。

## 註
1. ↑  MPC 5182（1980年2月1日）